# Trialeurodes mirissimus
Trialeurodes mirissimus là một loài côn trùng cánh nửa trong họ Aleyrodidae, phân họ Aleyrodinae.
Trialeurodes mirissimus được Sampson & Drews miêu tả khoa học đầu tiên năm 1941.